# Verliefd op Ibiza (televisieserie)
Verliefd op Ibiza is een Nederlandse dramaserie dat draait om het leven van een aantal Nederlanders op het Spaanse eiland Ibiza. De serie werd uitgezonden door SBS6. De productie was in handen van Johan Nijenhuis, die eerder onder andere Costa! en Volle Maan produceerde. De serie is gebaseerd op de gelijknamige speelfilm Verliefd op Ibiza.

## Verhaal
Lex en Jacky besluiten hun relatie een tweede kans te geven en gaan samenwonen op Ibiza. Jacky geeft zich helemaal over en trekt definitief in bij Lex. Echter is dit moeilijker dan gedacht, want Lex blijkt een stuk jonger te willen zijn dan dat hij is. Daarnaast verblijft ook Lex' dochter Bibi nog bij haar vader in huis en leeft het leven van haar vader. Bibi ontmoet Sjoerd en ze belanden meerdere keren met elkaar in bed. Ze spreken allebei af dat ze geen relatie hebben, ze zijn immers op Ibiza. De twee zijn niet verliefd en alles mag. Echter is dit voor zowel Bibi als voor Sjoerd moeilijker dan gedacht met alle aandacht die ze van anderen krijgen.
Ook de kinderen van Zara komen naar het eiland, want ze gingen logeren bij Lex. Echter Lex heeft het te druk met zijn eigen leven en de kinderen worden opgevangen door Karla, de oma van hun oom profvoetballer Kevin Hoogland. Ondertussen blijken de huwelijksproblemen tussen Zara en Pim toch niet helemaal opgelost te zijn en raken zij steeds meer verwikkeld in het hectische leven van Ibiza. Ook Jacky's vriendin Irma komt langs, maar raakt haar koffer kwijt. Lars, die een vakantieliefde beleefde met Irma, ontmoet een meisje waar hij wel erg van onder de indruk is.
Daarnaast verwelkomt het eiland ook andere vakantiegangers die verwikkeld raken in het leven van de eilandbewoners. Dit zullen naast nieuwe vakantiegangers ook oude bekenden zijn.

## Rolbezetting
Door het succes van Verliefd op Ibiza waren er al snel plannen voor een televisieadaptie van de film. Willeke van Ammelrooy, Rick Engelkes en Gigi Ravelli waren gepolst om terug te keren in de rollen van Karla, Lex en Zara. Op 16 juni werd bekendgemaakt dat de serie op SBS6 te zien zou zijn en dat Van Ammelrooy, Bakkum en Feenstra terugkeerden. Op 19 juni werd bekendgemaakt dat Kooijman niet terug zou keren vanwege zijn contract met RTL. Na een tijd van geruchten en roddels werd op 28 augustus bekendgemaakt dat Manuel Broekman de rol van Sjoerd ging spelen en tot de vaste cast behoorde.. Daarnaast werd bekendgemaakt dat Ravelli en Van der Velden wél terugkeerden in hun rollen, want zij hadden geen contract bij RTL, maar bij Endemol. Een dag later werden ook Louis Talpe en Sanne Langelaar aan de vaste cast toegevoegd. Op 30 augustus werden Géza Weisz, Georgina Verbaan en Kees Tol als laatste vaste castleden bekendgemaakt. Daarnaast werd op 30 augustus duidelijk dat de vast cast bestond uit Engelkes, Broekman, Langelaar, Van Roosendaal, Talpe, Tol, Van der Velden, Verbaan en Weisz.
Ook Willeke van Ammelrooy, Jim Bakkum, Simone Kleinsma, David Lucieer, Gigi Ravelli en Sanne Vogel keerden terug, maar behoorden niet tot de vaste cast. Bakkum, Kleinsma, Lucieer, Ravelli en Vogel hadden al andere projecten lopen en keerden voor enkele afleveringen terug. Het personage van Van Ammelrooy had door het vertrek van het personage van Kevin eigenlijk niks meer te zoeken op het eiland, maar de schrijvers hadden voor Van Ammelrooy een oplossing weten te bedenken, waardoor zij toch nog aanwezig zou zijn in de serie. Bakkum en Van Amelrooy of Bakkum en Kleinsma werden met behulp van de promotionele affiches gepresenteerd met de cast. Uiteindelijk werden Engelkes, Van Roosendaal, Van der Velden, Broekman, Langelaar, Talpe, Van Ammelrooy en Verbaan opgenomen in de leader. Terwijl Weiz en Tol als vast castlid werden gepresenteerd en Van Ammelrooy als gastrol. Bakkum en Kleinsma maakten geen deel uit van de leader. Later zei SBS dat de producent bepaalde hoe de leader eruit zou zien, maar dat zij bepalen wie dan wel of niet bij de vaste castleden behoorden. Zodoende bestempelden zij Engelkes, Broekman, Langelaar, Van Roosendaal, Talpe, Tol, Van der Velden, Verbaan en Weisz als vaste castleden, waarbij Van Amelrooy, Bakkum en Kleinsma de belangrijke bijrollen hadden. Later bleken Weisz en Tol vijf afleveringen mee te doen. Lucieer keerde om onbekende redenen niet terug, maar dit had voornamelijk te maken met het feit dat er op het laatste moment enkele verhaallijnen werden geschrapt en een aantal verhaallijnen in eerdere afleveringen werden verwerkt. Lucieer was ook druk met de serie Dokter Deen en kon hierdoor niet naar Ibiza komen.

### Hoofdrolspelers
| Acteur                | Personage | Afleveringen |
| Rick Engelkes         | Lex       | 1-8          |
| Lone van Roosendaal   | Jacky     | 1-8          |
| Marly van der Velden  | Bibi      | 1-8          |
| Manuel Broekman       | Sjoerd    | 1-8          |
| Sanne Langelaar       | Suus      | 1-8          |
| Louis Talpe           | DJ LO-tus | 1-8          |
| Willeke van Ammelrooy | Omi Karla | 1-8          |
| Georgina Verbaan      | Stella    | 1-7          |

### Grote gastrollen
| Acteur           | Personage      | Aflevering |
| Jim Bakkum       | Lars           | 1          |
| Simone Kleinsma  | Irma en Lovisa | 1-2        |
| Gigi Ravelli     | Zara           | 1, 7-8     |
| Kaj Kurver Dumas | Jasper         | 1-8        |
| Yannick Juijn    | Sem            | 1-8        |
| Géza Weisz       | Marco          | 2-6        |
| Kees Tol         | Ernst          | 2-6        |
| Carly Wijs       | Parvati        | 5-6        |
| Sanne Vogel      | Lizzy          | 7-8        |

## Afleveringen
| Nr. | Titel                    | Regisseur      | Schrijver(s)                                           | Datum            | Kijkcijfers |
| --- | ------------------------ | -------------- | ------------------------------------------------------ | ---------------- | ----------- |
| 1 | Terug naar Ibiza         | Ruud Schuurman | Simone Duwel                                           | 26 oktober 2013  | 617.000     |
| Jacky besluit een jaar nadat ze samen met haar vriendin Irma op vakantie was op Ibiza terug te keren naar het eiland om bij haar grote liefde Lex te gaan wonen. Ze weet niet wat ze moet verwachten en moet nog ontdekken hoe ze het vindt om met een oude rockster samen te wonen. Bibi ontmoet de nieuwe en knappe bewoner van het eiland, Sjoerd. Ze maken een deal: geen relatie, maar wel seks, dus er is ook ruimte voor anderen. DJ Lo-Tus blijkt een klik te hebben met de nieuwe naïeve serveerster Suus. Gastrollen: Alexandra Groenesteijn (Yasmin), Michael D'souza (Andrew), Jon Michell Fuetter (Priester), Noelle Rusanzic (Waarzegster), Alejandro Pinilla Perez (Alex), Ana Vide Tomshoj (Acquilinia) & Violeta Pelaez García (Constanza) |                          |                |                                                        |                  |             |
| 2 | Zon, zee, strand en seks | Ruud Schuurman | Jacqueline Epskamp & Annelouise van Naerssen (Verboon) | 2 november 2013  | 660.000     |
| Jacky en Lex willen graag een liefdesbaby en doen er alles aan om deze te krijgen. Ondertussen heeft Irma haar koffer nog niet terug en komt tijdens het ophalen ervan in een nare situatie terecht. Stella ontmoet Marco, die op een rare manier contact met haar probeert te maken. Sjoerd gaat eenmalig als een stripper aan de slag voor een vrijgezellenfeestje, maar Bibi vindt dit minder leuk dan gedacht. Suus krijgt van Stella en Bibi een make-over, waar ze zelf minder blij mee is. Gastrollen: Michael D'souza (Andrew), Mariana Aparicio Torres (Carmen), Nienke Römer (Sandra), Sabrina van Halderen (Julia), Onke Truijen (Leo), Lolo Gelderman (Esmee) & Diederik Ebbinge (Tom)                                                          |                          |                |                                                        |                  |             |
| 3 | Het feest der feesten    | Anne de Clercq | Lisette Schölvinck                                     | 9 november 2013  | 579.000     |
| Stella heeft een eerste spannende date met Marco, maar vraagt zich af wat de plek van Ernst binnen het plaatje is. Marco en Ernst testen Stella uit, wat leidt tot irritatie bij Ernst. DJ Lo wil graag een date met Suus, maar wordt meegesleept naar een optreden van Lex die een optreden heeft bij een rijke familie. Door de voorbereidingen van Lex voor het optreden kan hij de tijd niet vinden om eerlijk te zijn. Sjoerd blijkt toch meer gevoelens voor Bibi te hebben dan gedacht en weet zich geen raad. |                          |                |                                                        |                  |             |
| 4 | Niets dan de waarheid    | Anne de Clercq | Ger Apeldoorn                                          | 16 november 2013 | 507.000     |
| Twee goede vrienden van Lex komen weer voor de jaarlijkse spannende fotoshoot bij Lex en zijn villa, maar zijn een week eerder dan gedacht. Lex doet er alles aan om deze vrienden en hun reden voor hun komst te verbergen voor Jacky. Sjoerd wil stoppen met z'n afspraak met Bibi, maar beide lijken daar erg van te balen. Stella doet na haar ontdekking Marco en Ernst een goed voorstel, waar ze eigenlijk niet onderuit kunnen komen. Suus en DJ Lo hebben eindelijk een echte date, maar Lo wordt overal herkend. |                          |                |                                                        |                  |             |
| 5 | Brandend zand            | Anne de Clercq | Elle van Rijn                                          | 23 november 2013 | 482.000     |
| De biologische moeder van Bibi komt op bezoek en dat zorgt voor onrust op het eiland. Bibi vlucht voor haar moeder en probeert haar te ontlopen, Jacky is jaloers en Lex weet niet hoe hij de situatie moet handelen. Sjoerd krijgt ruzie met Bibi, waarop hij besluit er alleen vandoor te gaan Suus zet Bibi vervolgens aan het denken. DJ Lo heeft z'n nieuwe album presentatie, maar probeert Suus buiten schot te houden, als Suus wordt gefilmd door de pers lijkt hun relatie bekend te worden. Ondertussen probeert Ernst het moeilijk te maken voor Stella. |                          |                |                                                        |                  |             |
| 6 | You Never Walk Alone     | Anne de Clercq | Sabine van den Eynden                                  | 30 november 2013 | 459.000     |
| Parvati besluit langer op Ibiza te blijven en haar oude liefde Lex voor zich terug te winnen. Jacky is hier op zijn zachtst gezegd niet blij mee en probeert haar weg te houden van Lex. Marco krijgt een aanbod, waardoor hij moet kiezen tussen zijn werk en de liefde. Durft hij dan een keuze te maken en uit de kast te komen? Bibi ontdekt wat er met Sjoerd aan de hand is en probeert hem te helpen, maar dat loopt uit op een heftig gevecht met een van Bibi's exen. De vader van Suus komt naar het eiland toe en voelt Lo aan de tand, waar Lo op z'n zachtst cool op reageert. |                          |                |                                                        |                  |             |
| 7 | Oost west, thuis best    | Ruud Schuurman | Elle van Rijn                                          | 7 december 2013  | 365.000     |
| Bibi ziet de pillen van Sjoerd liggen. Kan Bibi met zijn bipolaire stoornis omgaan? Nu Jacky en Stella liefdesverdriet hebben, besluiten ze samen de bloemetjes buiten te zetten, maar loopt uit op een fiasco. Zara roept de hulp in van haar zwangere zus Lizzy om haar bikini's aan de man te brengen, maar hun verschillende karakters lijken tegen elkaar te keren. Plots staat Lo's Amerikaanse manager Taylor voor zijn neus, de vrouw die zijn carrière vooruit kan helpen. Suus vraagt zich af of hij daar niet te ver in gaat. |                          |                |                                                        |                  |             |
| 8 | Sunshine Reggae          | Ruud Schuurman | Annelouise van Naerssen (Verboon)                      | 14 december 2013 | 474.000     |
| Lex en Jacky gaan trouwen. Karla besluit voor het eten te zorgen en maakt een uitgebreide tapas diner en ontmoet tijdens de bruiloft een leuke man. Lizzy en Zara organiseren samen het huwelijk, Bibi besluit samen met Sjoerd iets voor haar vader te doen. Speciaal voor deze aflevering kon het publiek thuis stemmen op het einde tussen Suus en Lo. Kiest Suus voor een leven met of zonder Lo? |                          |                |                                                        |                  |             |

## Productie
Door het succes van de gelijknamige film Verliefd op Ibiza werd al in vroeg stadium gesproken over een televisieadaptie. Er waren nog enkele ideeën en verhaallijnen die Nijenhuis graag wou vertellen, maar waar geen ruimte en plek meer voor was in de film. De overige ideeën hebben Annelouise van Naerssen (Verboon) en Sabine van den Eynden samen met Nijenhuis verder uitgewerkt en met behulp van Simone Duwel, Jacqueline Epskamp, Lisette Schölvinck, Ger Apeldoorn en Elle van Rijn uitgewerkt tot tien volledige scripts van elk dertig minuten. Nijenhuis heeft daarna de rechten van de televisieserie verkocht aan z'n dochteronderneming BING Film & Televisie onder leiding van Ingmar Menning. Deze waren ook al verantwoordelijk voor de re-shoots van de film en met deze crew wist Nijenhuis ook series als Voetbalvrouwen en De Hemelpaort te realiseren.
Hoewel de scripts gebaseerd waren met de personages uit de film, werden de scripts uiteindelijk aangepast. De serie kreeg eind juni groen licht en zou al direct van start moeten gaan. In juli van 2013 vonden de repetities plaats en vanaf augustus tot en met november waren de opnames. Doordat het voor veel acteurs kort dag was moesten veel acteurs nee zeggen en werden er op het laatste moment nog audities gehouden voor de nieuwe rollen van Stella, Lo en Suus. De oude personages werden vervangen door nieuwe en hierdoor lijken veel nieuwe personages uit oude personages. Wel kreeg iedere hoofdrolspeelster uit de film alsnog een gastrol aangeboden voor meerdere afleveringen.
Aanvankelijk zou de serie bestaan uit tien afleveringen van dertig minuten, maar dit werd later teruggebracht naar acht afleveringen van veertig minuten. Er werd een aantal verhaallijnen en gastrollen geschrapt. Daarnaast werden er enkele verhaallijnen geabsorbeerd in andere afleveringen. Aanvankelijk zouden aflevering 9 "Vamos a la Playa" en aflevering 10 "'t Is weer voorbij die mooie zomer" gaan heten.
Hoewel de serie minder succesvol was dan gedacht en gehoopt, had deze voor SBS-begrippen relatief goede kijkcijfers. SBS heeft laten doorschemeren alleen een tweede seizoen te willen mits het meer op de film gaat lijken. Graag willen zij zowel Jan Kooijman als Kim Feenstra terug in de serie voor een grote rol. Ook zouden Gigi Ravelli, Sanne Vogel, Jim Bakkum en Simone Kleinsma een grotere rol moeten vertolken dan dat zij hadden in het eerste seizoen. Op 20 december werd bekendgemaakt dat SBS niet bezig was met een tweede seizoen. De lage kijkcijfers en de komst van nieuwe dramaseries zijn de reden achter de stop.